# Slovak Football League
Die Slovak Football League (slowakisch Slovenská futbalová liga; SFL) ist die höchste und auch die einzige Spielklasse im American Football in der Slowakei und wird unter Verantwortung der Slovenská Asociácia Amerického Futablu (SAAF) ausgetragen. 
Gegründet wurde die Liga im Jahr 2010 unter dem Namen Slovenská futbalová liga in der 7-Mann-Football gespielt wurde. Erst seit wurde 2015 wird Football mit 11 Spielern gespielt. Seit diesem Jahr wird das Endspiel als Slovak Bowl bezeichnet. Die bisher letzte Saison wurde 2021 ausgetragen. Die slowakischen Mannschaften nehmen am tschechischen und ungarischen Spielbetrieb teil.

Rekordmeister sind die Bratislava Monarchs mit 5 Titeln.

## Mannschaften
- Bratislava Monarchs (–2015, 2017, 2019)
- Cassovia Steelers (Košice, 2015–2018, 2021)
- Nitra Knights (seit 2010)
- Smolenice Eagles (2013–2014)
- Trnava Bulldogs (2010–2015, 2017–2019)
- Žilina Warriors (2015–2021)
- Zvolen Patriots (seit 2010)

## SAAF-Meister

### Nach Saison
| Rundenturnier |        |                     |                 |                 |                     |          |                          |
| Saison        | Saison | Meister             | Zweiter         | Zweiter         | Dritter             |          |                          |
| 2010          | 2010   | Zvolen Patriots     | Nitra Knights   | Nitra Knights   | Trnava Bulldogs     |          |                          |
| 2011          | 2011   | Bratislava Monarchs | Nitra Knights   | Nitra Knights   | Zvolen Patriots     |          |                          |
| 2012          | 2012   | Bratislava Monarchs | Trnava Bulldogs | Trnava Bulldogs | Nitra Knights       |          |                          |
| 2013          | 2013   | Smolenice Eagles    | Nitra Knights   | Nitra Knights   | Bratislava Monarchs |          |                          |
| 2014          | 2014   | Smolenice Eagles    | Žilina Warriors | Žilina Warriors | Zvolen Patriots     |          |                          |
| Slovak Bowl   |        |                     |                 |                 |                     |          |                          |
| Nr.           | Jahr   | Sieger              | Ergebnis        | Finalist        | Finalist            | Datum    | Austragungsort           |
| I             | 2015   | Bratislava Monarchs | 42:33           | Trnava Bulldogs | Trnava Bulldogs     | 18. Juli |                          |
| II            | 2016   | Trnava Bulldogs     | 63:07           | Žilina Warriors | Žilina Warriors     | 3. Juli  | AŠK Slávia, Trnava       |
| III           | 2017   | Bratislava Monarchs | 59:12           | Žilina Warriors | Žilina Warriors     | 9. Juli  | SKP Dubravka, Bratislava |
| IV            | 2018   | Trnava Bulldogs     | 30:07           | Žilina Warriors | Žilina Warriors     | 15. Juli | AŠK Slávia, Trnava       |
| V             | 2019   | Bratislava Monarchs | 38:28           | Nitra Knights   | Nitra Knights       | 6. Juli  | Mestský štadión, Zvolen  |
| Rundenturnier |        |                     |                 |                 |                     |          |                          |
| Saison        | Saison | Meister             | Zweiter         | Zweiter         | Dritter             |          |                          |
| 2021          | 2021   | Nitra Knights       | Žilina Warriors | Žilina Warriors | Cassovia Steelers   |          |                          |

#### Statistik
| Anzahl Titel | Team                | Jahre                        |
| ------------ | ------------------- | ---------------------------- |
| 5            | Bratislava Monarchs | 2011, 2012, 2015, 2017, 2019 |
| 2            | Trnava Bulldogs     | 2016, 2018                   |
| 2            | Smolenice Eagles    | 2013, 2014                   |
| 1            | Nitra Knights       | 2021                         |